# Proasellus hercegovinensis
Proasellus hercegovinensis és una espècie de crustaci isòpode pertanyent a la família dels asèl·lids.

## Hàbitat
Viu a l'aigua dolça.

## Distribució geogràfica
Es troba a Europa: Bòsnia i Hercegovina.